# Hallacker
Hallacker ist ein Weiler der Hansestadt Medebach im Hochsauerlandkreis (NRW).

## Geschichte
Bereits 1871 wurde Hallacker erstmals urkundlich erwähnt. Im selben Jahr hat es nachweislich ein einziges Wohnhaus mit 14 Einwohnern gegeben. Der Ortsname leitet sich von dem angrenzenden Halleacker ab.

## Geographie
Hallacker liegt im Nordostteil des Rothaargebirges im Naturpark Sauerland-Rothaargebirge zwischen Winterberg im Südwesten und Medebach bzw. Küstelberg im Südosten. Hallacker grenzt an das Naturschutzgebiet Großer Steinberg. Die Quellen des Gelängebachs  und des Harbeckes liegen nordöstlich Hallackers. Die Fläche des Weilers beträgt 16395,9 m².

## Verkehr
Hallacker liegt an der Landstraße 740, der Hauptverkehrsverbindung zwischen den Städten Medebach und Winterberg. Die einzige Straße im Weiler ist die Küstelberger Straße. Am Ortseingang befindet sich eine Bushaltestelle.

## Besonderheiten
Der angrenzende Schlossberg bildet eine Wetterscheide. So kann es in Hallacker neblig sein, während auf dem Schlossberg Sonnenschein oder andere Wetterlagen herrschen. Den Mittelpunkt des Weilers bildet der kleine Gasthof namens Haus Waldfrieden.